# Plor na mBan
Dans la mythologie irlandaise, Plúr na mBan (prononcé plor-na-man, signifiant «la fleur des femmes») est la fille de Oisín et Niamh.